# Elaeocarpus pseudopaniculatus
Elaeocarpus pseudopaniculatus är en tvåhjärtbladig växtart som beskrevs av Edred John Henry Corner. Elaeocarpus pseudopaniculatus ingår i släktet Elaeocarpus och familjen Elaeocarpaceae. Inga underarter finns listade i Catalogue of Life.